# MBC 일요 드라마
MBC 일요 드라마는 대한민국의 문화방송에서 매주 일요일 오후 · 저녁 · 심야 시간대 방송되었던 TV 드라마 작품이다. 일요 아침 드라마와는 다르다.

## 작품 리스트
|  | - 아래의 텔레비전 드라마 중 2002년 11월 이후에 시청 가능 연령을 표시하는 드라마 등급 제도를 의무적으로 시행하고 있습니다. - 2017년 3월 1일부터 TV 프로그램 등급 표시 외에 주제, 폭력성, 선정성, 언어, 모방 위험 등 분류 사유 표시를 의무적으로 시행하고 있습니다. |

### 1969년 개국 이후
- 《형사》 : 1969년 8월 16일 ~ 1969년 11월 9일
- 《암살》 : 1969년 11월 16일 ~ 1970년 5월 24일

### 1970년대
- 《보라빛 욕망》 : 1970년 6월 7일 ~ 1970년 8월 30일
- 《수사반장》 : 1971년 6월 6일 ~ 1971년 6월 20일, 1973년 4월 8일 ~ 1983년 10월 30일

### 1980년대
- 《베스트셀러극장》 : 1983년 11월 6일 ~ 1989년 7월 9일 - 단막극
- 《제2공화국》 : 1989년 7월 16일 ~ 1990년 4월 29일

### 1990년대
- 《대원군》 : 1990년 5월 6일 ~ 1990년 12월 23일
- 《땅》 : 1991년 1월 6일 ~ 1991년 4월 28일
- 《베스트극장》 : 1991년 7월 7일 ~ 1993년 1월 31일 - 단막극
- 《제3공화국》 : 1993년 2월 7일 ~ 1993년 8월 1일
- 《김가 이가》 : 1993년 10월 24일 ~ 1994년 4월 10일
- 《종합병원》 : 1994년 4월 17일 ~ 1995년 10월 15일, 1996년 1월 21일 ~ 1996년 3월 3일
- 《간이역》 : 1996년 10월 27일 ~ 1997년 2월 23일

### 2000년대
- 《옥션하우스》 : 2007년 9월 30일 ~ 2007년 12월 23일
- 《비포 앤 애프터 성형외과》 : 2008년 1월 6일 ~ 2008년 3월 30일
- 《라이프 특별조사팀》 : 2008년 4월 13일 ~ 2008년 6월 29일

### 2010년대
- 《일요 드라마 극장》 : 2010년 9월 26일 ~ 2010년 10월 17일 - 단막극
- 《드라마 페스티벌 (2기)》 : 2014년 10월 19일 ~ 2014년 12월 7일 - 단막극
- 《당신은 너무합니다》 : 2017년 3월 4일 ~ 8월 27일
- 《밥상 차리는 남자》 : 2017년 11월 12일 ~ 2018년 3월 18일
- 《부잣집 아들》 : 2018년 3월 25일 ~ 10월 7일
- 《내사랑 치유기》 : 2018년 10월 14일 ~ 2019년 3월 3일

### 2020년대
- 《무빙》 : 2025년 1월 5일 ~ 2025년 2월 9일 - 디즈니+ 독점 TV 최초
- 《카지노 시즌2》 : 2025년 7월 27일 ~ 2025년 9월 14일 - 디즈니+ 독점 TV 최초

## 같이 보기
- MBC 주말 특별기획 드라마
- MBC 주말 드라마